# Бреннан, Уолтер
Уолтер Бреннан (англ. Walter Brennan, 25 июля 1894 — 21 сентября 1974) — американский актёр,  первый трёхкратный лауреат премии «Оскар» за актёрскую работу.

## Биография

### Юные годы
Будущий актёр, крещёный под именем Уолтер Эндрю Бреннан (англ. Walter Andrew Brennan), родился в семье ирландских иммигрантов в Массачусетсе. Уолтер пошёл по стопам отца и получил профессию инженера в техническим колледже Кембриджа. Во время обучения он увлёкся актёрской игрой и стал выступать в местном варьете. После окончания колледжа Бреннан некоторое время работал клерком в банке, а с началом Первой мировой войны добровольно вступил в ряды американской армии и служил в артиллерийском полку во Франции. Завершив военную службу, он поселился в Гватемале, где занимался выращиванием ананасов.
В начале 1920-х Бреннан вернулся в США, где обосновавшись в Лос-Анджелесе, сделал успешную карьеру в сфере недвижимости, благодаря чему вскоре сколотил крупное состояние. В годы рецессии мировой экономики, начавшейся в конце 1920-х, рынок недвижимости сильно пошёл на спад, и Бреннан потерял большую часть своих вложений.

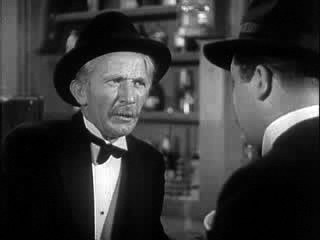
В фильме «Дело Кэппи Рикс» (1937)

### Кинокарьера
С середины 1920-х Бреннан стал периодически появляться в кино, первоначально в качестве каскадёра, а затем как исполнитель небольших ролей. Начавшиеся из-за экономического кризиса трудности с финансами, вынудили его серьёзнее заняться актёрской карьерой, которая приносила неплохие заработки. В первые шесть лет своей актёрской карьеры Уолтер Бреннан сыграл более ста эпизодических ролей в различных фильмах, включая «Человек-невидимка» (1933), «Большие надежды» (1934) и «Невеста Франкенштейна» (1935).
Его талант был по праву оценён в 1937 году, когда за роль Свена Бострома в драме «Приди и владей» (1936), Уолтер Бреннан был удостоен премии «Оскар» за лучшую мужскую роль второго плана, став первым актёром, получившим премию киноакадемии в этой номинации. Вскоре последовал ряд новых успешных кинопроектов, включая предложения на съёмки в фильмах «Приключения Тома Сойера» (1938) и «Ковбой и леди» (1938), в которых актёр с успехом исполнил свои роли. В 1939 году Бреннан вновь стал лауреатом «Оскара» за лучшую мужскую роль второго плана в мелодраме «Кентукки» (1938). В 1942 году Бреннан появился в фильме «Сержант Йорк» (в главной роли Гэри Купер), за роль в котором он вновь был номинирован на «Оскар» за лучшую роль второго плана, но на этот раз безуспешно.
На протяжении всей своей карьеры Уолтер Бреннан зачастую играл персонажей значительно старше его реального возраста. Во многом этому была причиной автокатастрофа, в которую актёр попал в 1932 году и выбил себе много зубов. К тому же быстро редеющие волосы, худощавое телосложение и хриплый голос ещё больше усиливали этот эффект.
В большинстве своём актёр играл положительных персонажей — приятелей главных героев, сварливых стариков, проповедников. Злодеи в его репертуаре были большой редкостью, и наиболее яркими из них стали судья Рой Бин в вестерне Уильяма Уайлера «Человек с Запада» (1940), за которого он получил своего третьего «Оскара» в 1941 году, старик Клэнтон в вестерне Джона Форда «Моя дорогая Клементина» (1946) и полковник Джеб Хокинс в ещё одном вестерне Форда «Как был завоёван Запад» (1962).

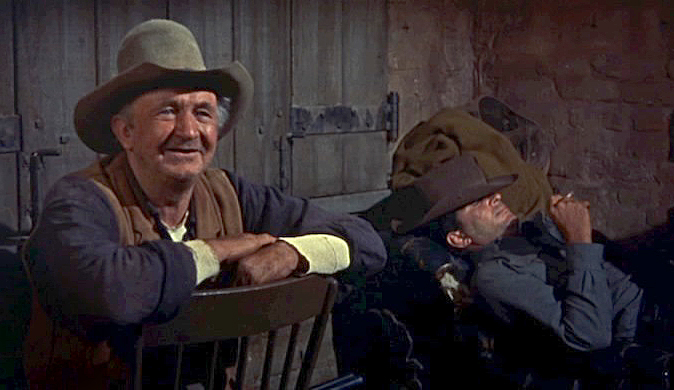
В фильме «Рио Браво» (1959)

Уолтер Бреннан стал первым актёром, получившим три «Оскара», а также до сих пор остаётся единственным, кто удостоен их за лучшую мужскую роль второго плана. Джек Николсон, также являющийся трёхкратным лауреатом «Оскара», две статуэтки получил в номинации «Лучший актёр». Примечательным является и то, каким образом Бреннан получил свои премии. В первые годы присуждения «Оскара» право голосования предоставлялось и статистам. Бреннан пользовался большой популярностью у Гильдии статистов кино, и с тех пор как их количество стало преобладающим, Бреннан побеждал всякий раз, когда был номинирован. Его третий «Оскар» стал катализатором лишения Гильдии статистов кино права участвовать в голосовании.
Для многих историков и критиков кино Бреннан является одним из лучших характерных актёров в истории кинематографа. И хотя его роли были разноплановыми, больше всего он запомнился зрителям по вестернам, таким как «Красная река» и «Рио Браво» (оба фильма режиссёра Говарда Хоукса).
За годы своей кинокарьеры, которая всегда была на высоте, актёр сыграл более 230 ролей, охватив тем самым пять десятилетий. Его вклад в развитие телевидения был отмечен звездой на Голливудской аллее славы на Голливудском бульваре 6501, а за множество ярких ролей в фильмах о Диком Западе актёр был включён в Зал Славы в «Национальном музее ковбоев и вестернов» (англ. National Cowboy & Western Heritage Museum) в Оклахома-Сити, штат Оклахома, США.

### Поздние годы
С середины 1950-х Уолтер Бреннан стал востребован на телевидении, исполнив множество ролей в различных телесериалах, включая «Настоящие Маккои» (1957—1963), принёсшем ему большую популярность, «Тайкун» (1964—1965) и «В Рим с любовью» (1970—1971).
Помимо актёрской работы Уолтер Бреннан занимался и музыкой, сделав несколько записей песен, самой популярной из которых стала «Old Rivers» (Старина Риверс), занявшая в 1962 году пятую позицию в национальных чартах США.
В политике Бреннан разделял взгляды республиканцев, выступая с поддержкой на президентских выборах Барри М. Голдуотер в 1964 году и Ричарду Никсону в 1968. Он так же поддержал кандидатуру Рональда Рейгана на пост губернатора Калифорнии в 1966 году.
Всю свою жизнь Уолтер Бреннан прожил с Рут Уэллс, на которой женился в 1920 году. У супругов было трое детей, двое из которых связали свою карьеру с шоу-бизнесом. Уолтер Бреннан умер от эмфиземы в сентябре 1974 года в возрасте 80 лет в своём доме в калифорнийском городке Окснард.

## Избранная фильмография
| Год  |   | Русское название             | Оригинальное название                | Роль                  |
| ---- | - | ---------------------------- | ------------------------------------ | --------------------- |
| 1933 | ф | Человек-невидимка            | The Invisible Man                    | эпизод (нет в титрах) |
| 1935 | ф | Невеста Франкенштейна        | Bride of Frankenstein                | эпизод (нет в титрах) |
| 1936 | ф | Эти трое                     | These Three                          | таксист               |
| 1936 | ф | Ярость                       | Fury                                 | «Багс» Майерс         |
| 1936 | ф | Приди и владей               | Come and Get It                      | Свен Бостром          |
| 1939 | ф | История Вернона и Айрин Касл | The Story of Vernon and Irene Castle | Уолтер Эш             |
| 1939 | ф | Приключения Тома Сойера      | The Adventures of Tom Sawyer         | пьяница Мафф Поттер   |
| 1940 | ф | Человек с Запада             | The Westerner                        | судья Рой Бин         |
| 1941 | ф | Познакомьтесь с Джоном Доу   | Meet John Doe                        | полковник             |
| 1941 | ф | Сержант Йорк                 | Sergeant York                        | пастор Розир Пайл     |
| 1943 | ф | Северная звезда              | The North Star                       | Карп                  |
| 1943 | ф | Палачи тоже умирают!         | Hangmen Also Die!                    | Стефан Новотны        |
| 1944 | ф | Иметь и не иметь             | To Have and Have Not                 | Эдди                  |
| 1946 | ф | Украденная жизнь             | A Stolen Life                        | Ибен Фолгер           |
| 1946 | ф | Моя дорогая Клементина       | My Darling Clementine                | Ньюмен Хейнс Клентон  |
| 1946 | ф | Никто не вечен               | Nobody Lives Forever                 | Поуп Грубер           |
| 1948 | ф | Красная река                 | Red River                            | Нэдин Грот            |
| 1954 | ф | Далёкий край                 | The Far Country                      | Бен Тейтум            |
| 1955 | ф | Плохой день в Блэк Роке      | Bad Day at Black Rock                | Док Вели              |
| 1957 | ф | Тэмми и холостяк             | Tammy and the Bachelor               | дедушка Динвитти      |
| 1959 | ф | Рио Браво                    | Rio Bravo                            | Стампи                |
| 1962 | ф | Как был завоёван Запад       | How the West Was Won                 | полковник Джеб Хокинс |